# Палаццо дель Подеста (Римини)
Пала́ццо дель Подеста́ — один из дворцов на пьяцце Кавур в Римини, возведённый в 1330-х годах. Он предназначался для подеста — выборного правителя города, не связанного родственными узами с правящими династиями. Фасад дворца с пятью окнами украшен теми же зубцами, что и Палаццо дель Аренго — «ласточкиными хвостами», которые, кроме декоративной нагрузки, несли ещё и защитные функции при обороне от врага.